# Augusto de Lima Júnior

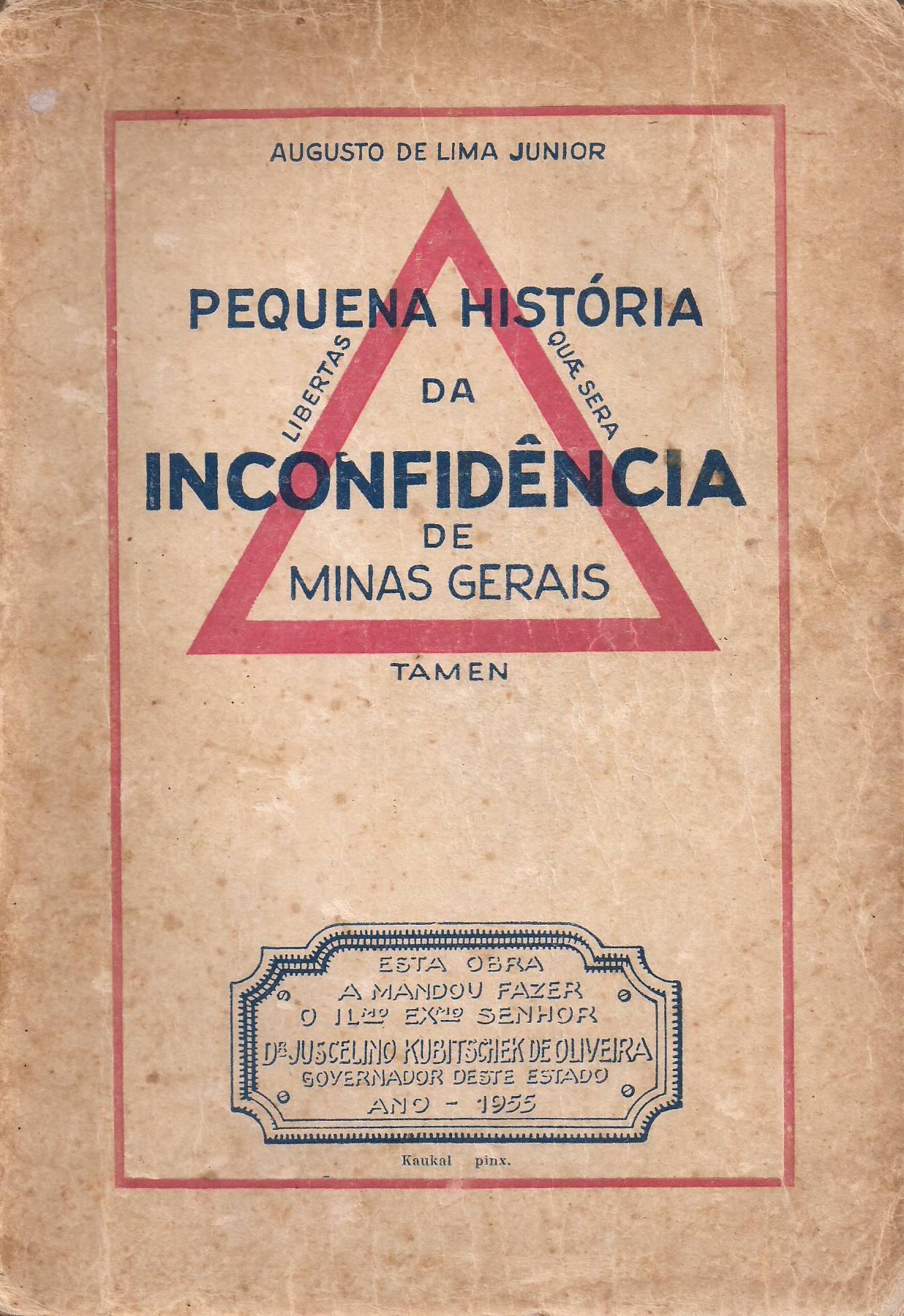
Capa do livro Pequena História da Inconfidência de Minas Gerais (1955)

Antônio Augusto de Lima Júnior (Leopoldina, 13 de abril de 1889 — Belo Horizonte, 26 de setembro de 1970) foi um advogado, jornalista, poeta, magistrado e historiador brasileiro.

## Biografia
Filho primogênito do poeta, jurista e político Augusto de Lima e de Vera Monteiro de Barros de Suckow de Lima, formou-se na Faculdade de Direito de Minas Gerais. Em 1911, quando seu pai foi eleito deputado federal por Minas Gerais, mudou-se com a família para o Rio de Janeiro, onde se casou com Teodosia de Castro Cerqueira. Foi funcionário da Marinha no Rio de Janeiro até se aposentar em 1944 no cargo de procurador do Tribunal Marítimo. Foi membro do Instituto Histórico e Geográfico de Minas Gerais, onde é patrono da cadeira número 23 e ocupou a cadeira número 27 da Academia Mineira de Letras.
Esteve por duas vezes em Portugal em missões oficiais. Em uma delas, em 1936, foi encarregado pelo governo Getúlio Vargas para negociar o traslado ao Brasil dos restos mortais dos participantes da Inconfidência Mineira exumados na África, atualmente no Museu da Inconfidência. Foi um dos responsáveis pelo decreto de Getúlio Vargas que fez de Ouro Preto monumento nacional. Foi também o idealizador da entrega da Medalha da Inconfidência.
Colaborou em diversos jornais do Rio de Janeiro como A Gazeta de Notícias, A Noite, Jornal do Brasil, Jornal do Commercio, Correio da Manhã. Fundou em Belo Horizonte o Diário da Manhã e a Revista de História e Artes.
Augusto de Lima Júnior foi agraciado em Portugal com a Ordem Militar de Cristo (graus Comendador e Grande-Oficial) e com a Ordem do Infante D. Henrique (grau Comendador).

## Obras
- A cidade antiga, romance (1931)
- Mariana, romance (1931)
- Mansuetude, romance (1932)
- Visões do passado, ensaios históricos (1934)
- Canções da Grupiara, poesias (1935)
- Histórias e lendas (1935)
- Soledade (1935)
- O amor infeliz de Marília de Dirceu (1936)
- A Capitania de Minas Gerais: suas origens e formação (1940)
- Cartas de D. Pedro I a D. João VI relativas à Independência do Brasil (1941)
- O Aleijadinho e a arte colonial (1942)
- História dos diamantes nas Minas Gerais (1945)
- O fundador do Caraça (1948)
- Serões e vigílias (1952)
- Notícias históricas: de norte a sul (1953)
- Pequena história da Inconfidência de Minas Gerais (1955)
- História de Nossa Senhora em Minas Gerais: origens das principais invocações (1956)
- Vila Rica de Ouro Preto: síntese histórica e descritiva (1957)
- Crônica militar (1960)
- As primeiras vilas do ouro (1962)
- O rosário de Nossa Senhora (1963)
- Quando os ipês florescem, crônicas (1965)
- Alferes Joaquim da Silva Xavier, Tiradentes
- Canções do tempo antigo, poesia (1966)
- Dom Bosco (1968)
- História da Inconfidência em Minas Gerais (1968)
- Cláudio Manoel da Costa e seu poema Vila Rica (1969)
- Amazônia, Maranhão, Nordeste (1970)